# Daniel Fernández Torres
Daniel Fernández Torres (Chicago, 27 aprile 1964) è un vescovo cattolico portoricano, dal 9 marzo 2022 vescovo emerito di Arecibo.

## Biografia
Daniel Fernández Torres è nato a Chicago, nell'Illinois, il 27 aprile 1964 da Eurípides Fernández e Luz María Torres, una coppia di portoricani. È cresciuto a Florida.

### Formazione e ministero sacerdotale
Ha frequentato la scuola elementare "Francisco Frías Morales" e le medie e superiori presso l'istituto "Juan Ponce de León" a Florida.
Ha conseguito la laurea in ingegneria industriale presso il campus di Mayagüez dell'Università di Porto Rico. Ha quindi studiato filosofia e teologia presso il Collegio ecclesiastico internazionale Bidasoa e presso l'Università di Navarra a Pamplona, in Spagna.
Il 7 gennaio 1995 è stato ordinato presbitero per la diocesi di Arecibo da monsignor Iñaki Mallona Txertudi. In seguito ha prestato servizio come vicario parrocchiale. Nel 1996 è stato inviato a Roma per studi. Nel 1998 conseguito la licenza in teologia dogmatica presso la Pontificia Università Gregoriana. Tornato in patria è stato vicario parrocchiale dal 1998 al 1999; rappresentante del vescovo di Arecibo presso il consiglio dei seminari; rettore del seminario "Gesù Maestro"; direttore diocesano della pastorale giovanile; direttore del Centro diocesano; decano accademico del seminario maggiore di San Juan e parroco della parrocchia di Nostra Signora del Monte Carmelo ad Arecibo.
È stato anche membro del consiglio presbiterale e del collegio dei consultori.

### Ministero episcopale
Il 14 febbraio 2007 papa Benedetto XVI lo ha nominato vescovo ausiliare di San Juan e titolare di Sufes. Ha ricevuto l'ordinazione episcopale il 21 aprile successivo nella chiesa di Santa Teresita a San Juan dall'arcivescovo metropolita di San Juan Roberto Octavio González Nieves, co-consacranti il vescovo di Arecibo Iñaki Mallona Txertudi e quello di Mayagüez Ulises Aurelio Casiano Vargas.
Nel giugno del 2007 ha compiuto la visita ad limina.
Il 24 settembre 2010 lo stesso pontefice lo ha nominato vescovo di Arecibo. Ha preso possesso della diocesi il 3 ottobre successivo.
Nel 2014 la Congregazione per la dottrina della fede ha annunciato di aver condotto un'indagine su denunce di atti sessuali contro Fernández e di avere archiviato il caso. Il presule aveva affermato che le denunce erano motivate dall'opposizione alla sua ricerca di sacerdoti accusati di abusi sessuali. A quel punto aveva rimosso sei dei suoi sacerdoti dal ministero attivo. Nel 2014, non ha avuto successo la sua citazione in giudizio per negare agli investigatori del Governo l'accesso a ulteriori informazioni su casi di abusi sessuali, temendo che l'identità di coloro che presentavano le denunce potesse essere rivelata e sostenendo che la diocesi avesse fornito dettagli sufficienti. Nel riportare questa causa, il quotidiano La Stampa ha aggiunto un commento editoriale secondo cui il ritardo generato dalla causa e il tempo aggiuntivo concesso alla diocesi per fornire documentazione "minaccia di prolungare una crisi senza fine per la Chiesa portoricana".
Nel giugno del 2015 ha compiuto una seconda visita ad limina.
Il 3 luglio 2018, il cardinale Fernando Filoni, prefetto della Congregazione per l'evangelizzazione dei popoli, lo ha nominato direttore delle Pontificie Opere Missionarie a Porto Rico per un mandato di cinque anni.
Fernández ha rifiutato di inviare seminaristi dalla sua diocesi al seminario interdiocesano di Porto Rico quando la sua istituzione è stata approvata dalla Santa Sede nel marzo del 2020. Il 24 agosto 2021 ha anche rifiutato di firmare una dichiarazione congiunta dei vescovi di Porto Rico che affermava che i cattolici avevano il dovere di essere vaccinati contro il COVID-19; ha annunciato la separazione dei vaccinati e dei non vaccinati durante la distribuzione dell'Eucarestia e consigliato ai non vaccinati di non partecipare di persona ad altre attività della Chiesa. I vescovi hanno affermato di "non vedere come si possa invocare un'obiezione di coscienza dalla morale cattolica" contro il programma di vaccinazione, mentre Fernández si è detto dell'idea che un cattolico potrebbe avanzare un'obiezione di coscienza alla vaccinazione obbligatoria. Ha pubblicato la propria dichiarazione un giorno prima che gli altri presuli del paese divulgassero il loro documento.
Ha ricordato che "gli atti omosessuali sono contrari alla legge naturale” e si è distinto nel suo appoggio alle cosiddette terapie riparative dell'omosessualità. Ha indirizzato al Senato di Porto Rico una lettera per opporsi al progetto di legge volto ad equiparare le terapie riparative al reato di maltrattamenti di minori. Ha sostenuto la necessità di compiere “sforzi tesi a eliminare o ridurre attrazioni romantiche o sessuali o sentimenti verso persone dello stesso sesso“.
Fernández è stato l'unico dei vescovi di Porto Rico a non avere firmato diverse altre dichiarazioni congiunte dei vescovi di Porto Rico, inclusa una sulla limitazione della celebrazione delle forme tradizionali della Messa. Al contrario, nel dicembre del 2020, ha scritto una lettera a Pedro Pierluisi, governatore entrante di Porto Rico, sul problema della violenza contro le donne. Ha detto che "l'ideologia di genere [...] estrapola la lotta di classe dal marxismo al contesto della vita familiare [...] per convertire le relazioni tra i sessi [...] in una lotta di classi sessuali in cui la donna è sempre l'oppressa, solo per essere una donna, e l'uomo l'oppressore, solo per essere un uomo". Ha affermato che il governo uscente aveva condotto una guerra alla religione in nome della liberazione delle donne e ha chiesto di respingere l'opinione secondo cui la religione e la famiglia erano tra le istituzioni sociali responsabili della vittimizzazione delle donne nella società.
Il 9 marzo 2022 papa Francesco lo ha sollevato dalla cura pastorale della diocesi di Arecibo. Nell'annuncio della Sala stampa della Santa Sede, come è consuetudine in tali casi, non è stata fornita alcuna spiegazione. Fernández ha definito la sua rimozione "totalmente ingiusta". Ha detto di essersi rifiutato di dimettersi quando gli è stato chiesto dal delegato apostolico a Porto Rico, l'arcivescovo Ghaleb Moussa Abdalla Bader e che gli era stato detto che "non era stato obbediente al papa né [...] in sufficiente comunione con i miei fratelli vescovi di Porto Rico". Ha aggiunto: "Mi sento benedetto per aver sofferto persecuzioni e calunnie".

## Genealogia episcopale
La genealogia episcopale è:
- Cardinale Scipione Rebiba
- Cardinale Giulio Antonio Santorio
- Cardinale Girolamo Bernerio, O.P.
- Arcivescovo Galeazzo Sanvitale
- Cardinale Ludovico Ludovisi
- Cardinale Luigi Caetani
- Cardinale Ulderico Carpegna
- Cardinale Paluzzo Paluzzi Altieri degli Albertoni
- Cardinale Gaspare Carpegna
- Cardinale Fabrizio Paolucci
- Cardinale Francesco Barberini
- Cardinale Annibale Albani
- Cardinale Federico Marcello Lante Montefeltro della Rovere
- Vescovo Charles Walmesley, O.S.B.
- Arcivescovo John Carroll, S.I.
- Vescovo Benedict Joseph Flaget, P.S.S.
- Arcivescovo Martin John Spalding
- Cardinale James Gibbons
- Vescovo Edward Patrick Allen
- Vescovo Richard Oliver Gerow
- Vescovo Joseph Bernard Brunini
- Cardinale Bernard Francis Law
- Arcivescovo Roberto Octavio González Nieves, O.F.M.
- Vescovo Daniel Fernández Torres